# انور عبدالملک
انور عبدالملک (انگلیسی: Anouar Abdel-Malek; ۲۳ اکتبر ۱۹۲۴ – ۱۵ ژوئن ۲۰۱۲)، اندیشمند سیاسی و دانشجوی مارکسیست ادبیات و فلسفه عرب بود. وی همچنین مؤلف کتاب «شرق‌شناسی در بحران» است. انور در در خانواده‌ای قبطی در قاهره مصر به دنیا آمد و در همان شهر در دانشکده یسوعی فرانسوی به تحصیل پرداخت. وی برای ادامه تحصیلات خود به دانشگاه عین الشمس و سپس دانشگاه سوربن رفت. وی چندین سال به تدریس در دبیرستان الحوریه در قاهره مشغول بود، سپس به پاریس نقل مکان کرد و در آنجا در مرکز ملی پژوهش‌های علمی مشغول به کار شد.
انور عبدالملک در کنار ادوارد سعید، الطیباوی و ترنر به نقد شرق‌شناسی پرداخت و «شرق‌شناسی» را به منزله ابزاری امپریالیستی که در خدمت استعمارگری و برده‌سازی بخش‌هایی از به اصطلاح جهان سوم می‌دانست. بنا به گفته وی، هدف اصلی‌اش بازسنجی روش‌هایی بود که شرق‌شناسان به کار می‌گرفتند.

## آثار
- Égypte: société militaire, 1962. Translated by Charles Lam Markmann as Egypt: military society; the army regime, the left, and social change under Nasser, 1968.
- Anthologie de la littérature arabe contemporaine, 1964
- Idéologie et renaissance nationale, l'Égypte moderne, 1969
- La Pensée politique arabe contemporaine, 1970. Translated by Michael Pallis as Contemporary Arab political thought, 1983
- (ed.) Sociologie de l'impérialisme, 1971
- La dialectique sociale, 1972. Translated by Mike Gonzalez as Social dialectics, 2 vols. , 1980.
- Nation and revolution, 1981
- (ed. with Miroslav Pečujlićand Gregory Blue) Science and technology in the transformation of the world, 1982
- (ed. with Ānisujjāmāna) Culture and thought in the transformation of the world, 1983.